# Plumlov
Plumlov (německy Plumenau či Plumau) je město v okrese Prostějov v Olomouckém kraji. Žije zde přibližně 2 300 obyvatel. Součástí města jsou vesnice Soběsuky, Žárovice a Hamry.

## Název
Název města se odvozuje z německého Blumenau (ve středohornoněmecké podobě blumen ouwe), tzn. „květinová mýtina“.

## Historie
Osídlení oblasti Plumlova je archeologickými nálezy doloženo již z doby kolem 15 000 let před naším letopočtem. Pravděpodobně kolem poloviny 13. století, za vlády Přemysla Otakara II., je vybudován plumlovský hrad. První písemná zmínka o vsi, která se rozvíjí v podhradí místního hradu, pochází z roku 1311, kdy plumlovské panství kupuje od Mikuláše I., vévody opavského, král Jan Lucemburský. Ten pak roku 1322 panství i s hradem prodává Vokovi I. z Kravař. Na dlouhou dobu pak panství zůstává majetkem Pánů z Kravař. Roku 1384 je povýšena na město, tento status později opět ztrácí. Největšího rozmachu Plumlov dosahuje ze začátku panování Pernštejnů, konkrétně od roku 1495 kdy plumlovské panství (společně s nedalekým Prostějovem) připadlo Vratislavu z Pernštejna. Pernštejnové založili Podhradský rybník, nechávají založit místní pivovar a sladovnu, hospodářský dvůr a sýpky. Místní hrad pod jejich správou zažívá renesanční přestavbu, nicméně v téže době (začátek 16. století) Pernštejnové přesouvají své aktivity do nově budovaného sídla v Prostějově a Plumlov začíná být zanedbáván.
Kvůli finančním problémům majitelů panství Plumlov chátrá, dne 6. června 1586 potom hrad, přilehlé hospodářské budovy i značnou část městečka zachvátil požár. V závěru 16. století je hrad opraven zásluhou nového majitele panství, Karla z Lichtenštejna. Plumlovu zasadily další rány události třicetileté války. Nejprve jej během stavovského povstání (kdy se Karel z Lichtenštejnu dal na stranu císaře Ferdinanda II.) vyplenily vojáci z olomoucké posádky pod vedením stavovského generála Johanna Kryštofa II. z Puchheimu, podruhé při tažení švédského generála Lennarta Torstensona v závěrečné fázi války roku 1643. Památkou na přítomnost Švédů v Plumlově jsou dělové koule zazděné do zdi hřbitova a místního kostela Nejsvětější Trojice. Během válek o rakouské dědictví v 18. století město i hrad několikrát obsadili a vyplenili Prusové.
Již ve druhé dekádě 19. století se v obci začíná vyrábět řepný cukr (městečko Plumlov tak stojí u základů cukrovarnictví na Moravě), ve druhé půli století se postupně formuje občanský život (vznikají místní spolky jako Sokol, sbor dobrovolných hasičů, občanská záložna atd.) a Plumlov se také v polovině 19. století stává sídlem soudního okresu (o tento status přichází v roce 1949, kdy zároveň ztrácí status městyse). Začátkem 20. století pokračuje rozvoj občanských spolků a modernizace městečka (1920 – elektrifikace, 1930 – vybudování vodovodu), otevírají se školy (1913 – první měšťanská škola, 1929 – krejčovská škola). V roce 1913 se také začíná s výstavbou vodní nádrže Plumlov, po jejímž dokončení roku 1933 v obci rozkvétá také turismus a je budováno zázemí pro rekreaci (např. v 60. letech vybudovaný autokempink Žralok). V 70. a 80. letech 20. století jsou rozšiřovány školské kapacity výstavbou ZUŠ, přístavbou základní školy a vybudováním mateřské školy. V rámci Akce Z je v závěru 80. let vybudována obecní prodejna.
V 90. letech 20. století pokračuje rozšiřování vzdělávacích kapacit, městečko je plynofikováno a jsou budovány telekomunikační sítě. Od roku 1996 je opravována zchátralá dominanta městečka, místní zámek.
Od 27. října 2000 je Plumlov městem.

## Geografie
Plumlov leží 8 km západně od Prostějova na rozhraní Hané a Drahanské vrchoviny. Z jihu je městská zástavba ohraničena Podhradským rybníkem vybudovaným na říčce Hloučele. Jihovýchodně, níže po jejím toku je pak Plumlovská přehrada s hrází na katastru obce Mostkovice (Stichovice).

## Obyvatelstvo

### Struktura
Vývoj počtu obyvatel za celou obec i za jeho jednotlivé části uvádí tabulka níže, ve které se zobrazuje i příslušnost jednotlivých částí k obci či následné odtržení.
| Místní části   | Místní části | 1869 | 1880 | 1890 | 1900 | 1910 | 1921 | 1930 | 1950 | 1961 | 1970 | 1980 | 1991 | 2001 | 2011 | 2021 |
| -------------- | ------------ | ---- | ---- | ---- | ---- | ---- | ---- | ---- | ---- | ---- | ---- | ---- | ---- | ---- | ---- | ---- |
| Počet obyvatel | část Plumlov | 2217 | 2466 | 2442 | 2432 | 2659 | 2523 | 2753 | 2508 | 2589 | 2452 | 2567 | 2300 | 2268 | 2382 | 2312 |
| Počet domů     | část Plumlov | 356  | 392  | 409  | 421  | 452  | 480  | 574  | 673  | 664  | 660  | 643  | 728  | 773  | 823  |      |

## Společnost

### Školství
Základní škola Plumlov sídlí na ulici Rudé armády. Má všech devět ročníků, je bezbariérová s péčí o integrované žáky, ve školním roce 2013/2014 ji navštěvuje 305 žáků ve 14 třídách. Dojíždí sem děti z dvanácti obcí. Obdržela ocenění Zdravá škola, Zelená škola Olomouckého kraje.

## Pamětihodnosti

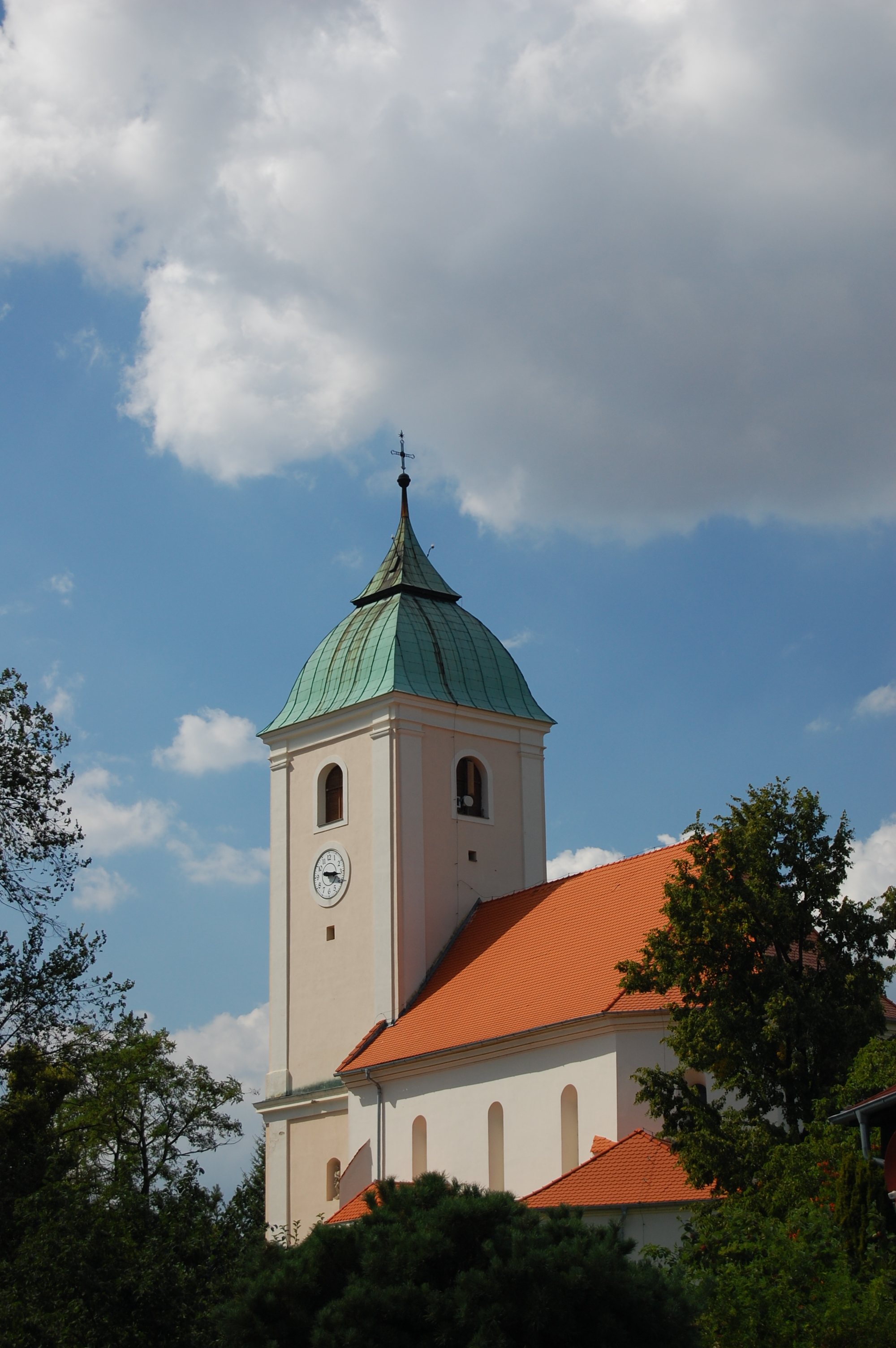
Kostel Nejsvětější Trojice

- Zámek Plumlov je dominantou obce a širokého okolí, postaven byl v manýristickém stylu v letech 1680–1688 vedle původního plumlovského hradu. Projektantem stavby byl Karel Eusebius z Lichtenštejna. Původní plány na čtyřkřídlý zámek zůstaly nezrealizovány, bylo postaveno jen jedno křídlo (ani to nebylo nikdy dokončeno) s překrásným sloupovím, se štukovou a freskovou výzdobou. Hrad a zámek stály vedle sebe až do roku 1801, kdy oba objekty poškodila vichřice. Tehdejší majitel, Alois z Lichtenštejna, neměl na to, aby hrad i zámek spravoval, a proto hrad nechal zbořit. Roku 1850 je zámek pronajat okresnímu soudu a bernímu úřadu. V několika místnostech bývalo vězení, ostatní obyvatelné části zámku sloužily jako byty úředníků. V roce 1931 je zámek v rámci pozemkové reformy Lichtenštejnům zabrán a přechází do vlastnictví Státního pozemkového fondu. Roku 1994 byl zámek předán do majetku města Plumlova.
- Hrad Plumlov byl založen ve druhé polovině 13. století pravděpodobně českým králem Přemyslem Otakarem II. nebo jeho levobočkem Mikulášem, vévodou opavským. Po roce 1310 prodává Mikuláš I. plumlovský hrad a panství českému králi Janu Lucemburskému. Ten jej v roce 1322 prodal Vokovi z Kravař. Rod pánů z Kravař drží hrad až do roku 1466, kdy vymírá po meči a hrad přechází na Jana Heralta z Kunštátu, manžela Johanky, dcery posledního mužského potomka Jiřího z Kravař. Po Heraltovi, který rovněž zemřel bez mužského potomka, přechází hrad na Vratislava z Pernštejna, manžela jeho dcery Lidmily. Začátkem 16. století byl hrad přestavěn v renesanční zámek. Pernštejnové si však v té době vybudovali novou rezidenci v Prostějově a pro své finanční problémy Plumlovský zámek zanedbali; jeho úpadek dovršil požár roku 1586. Hrad byl zbořen v letech 1801–1805. Zachovalo se z něj několik základových zdí na skalním suku uprostřed nádvoří dnešního zámku.
- Kostel Nejsvětější Trojice pochází ze 16. století. V ohradní zdi kostela zazděny dvě dělové koule a pískovcová deska, jež oznamuje, že právě z tohoto místa vedla roku 1643 švédská vojska útok na městečko a zámek.

## Osobnosti
- Anna Marie Šemberová z Boskovic a Černé Hory (1575–1625), kněžna lichtenštejnská
- Vojtěška Baldessari Plumlovská (1854–1934), spisovatelka
- František Skorkovský (1863–1957), obvodní lékař, čestný občan Plumlova za 50 let lékařské činnosti
- Václav Svoboda Plumlovský (1872–1956), básník a spisovatel
- František Sekanina (1875–1958), spisovatel
- František Hýbl (1875–1929), historik a středoškolský profesor[12]
- Alois Vítězslav Procházka (1902–1975), spisovatel, básník, kronikář[13]
- Alois Dvořák (1916–1941), válečný pilot

## Galerie

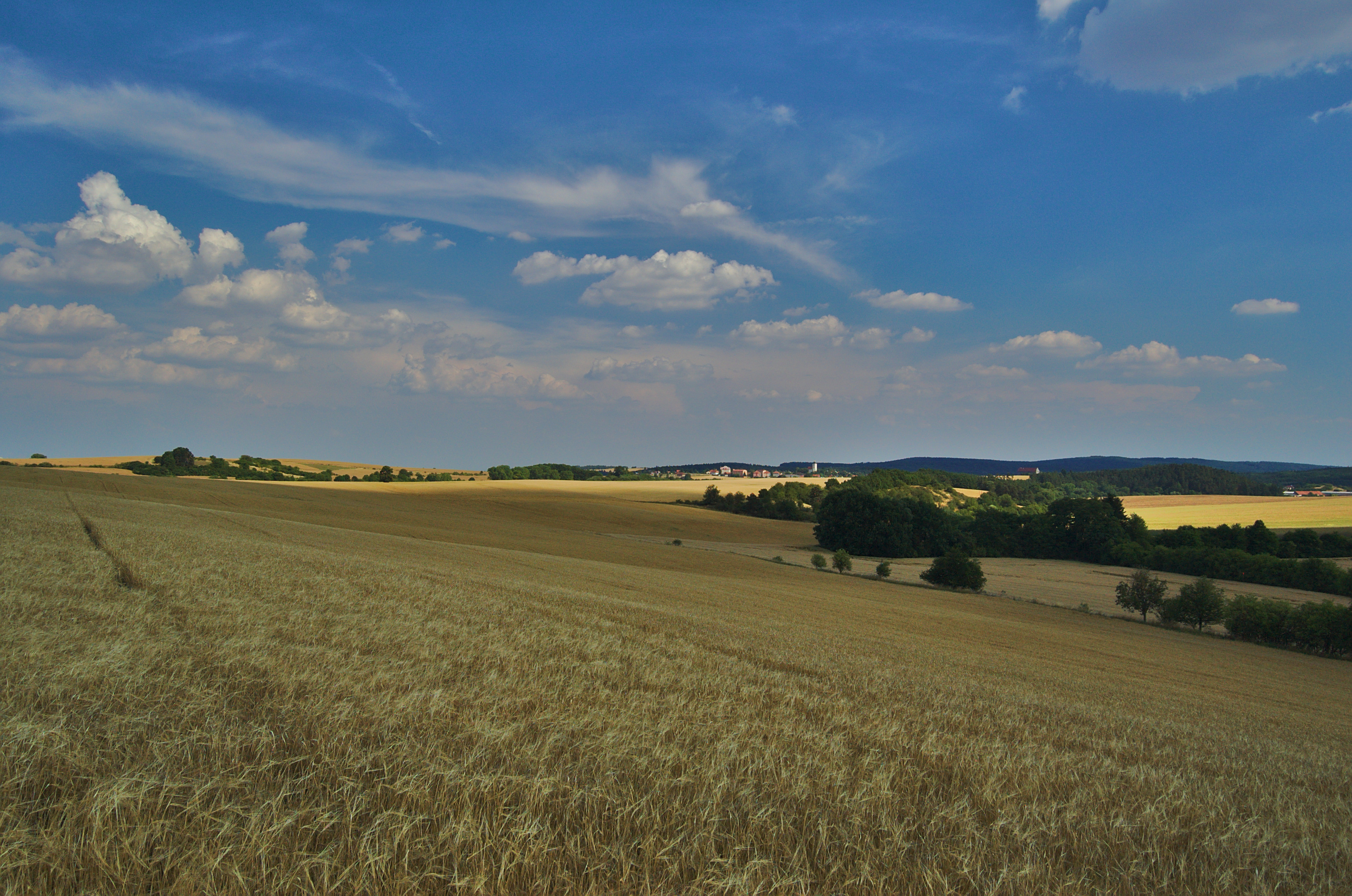
Výhled na Plumlov od přírodní památky Za Hrnčířkou, v popředí přírodní památka Brániska
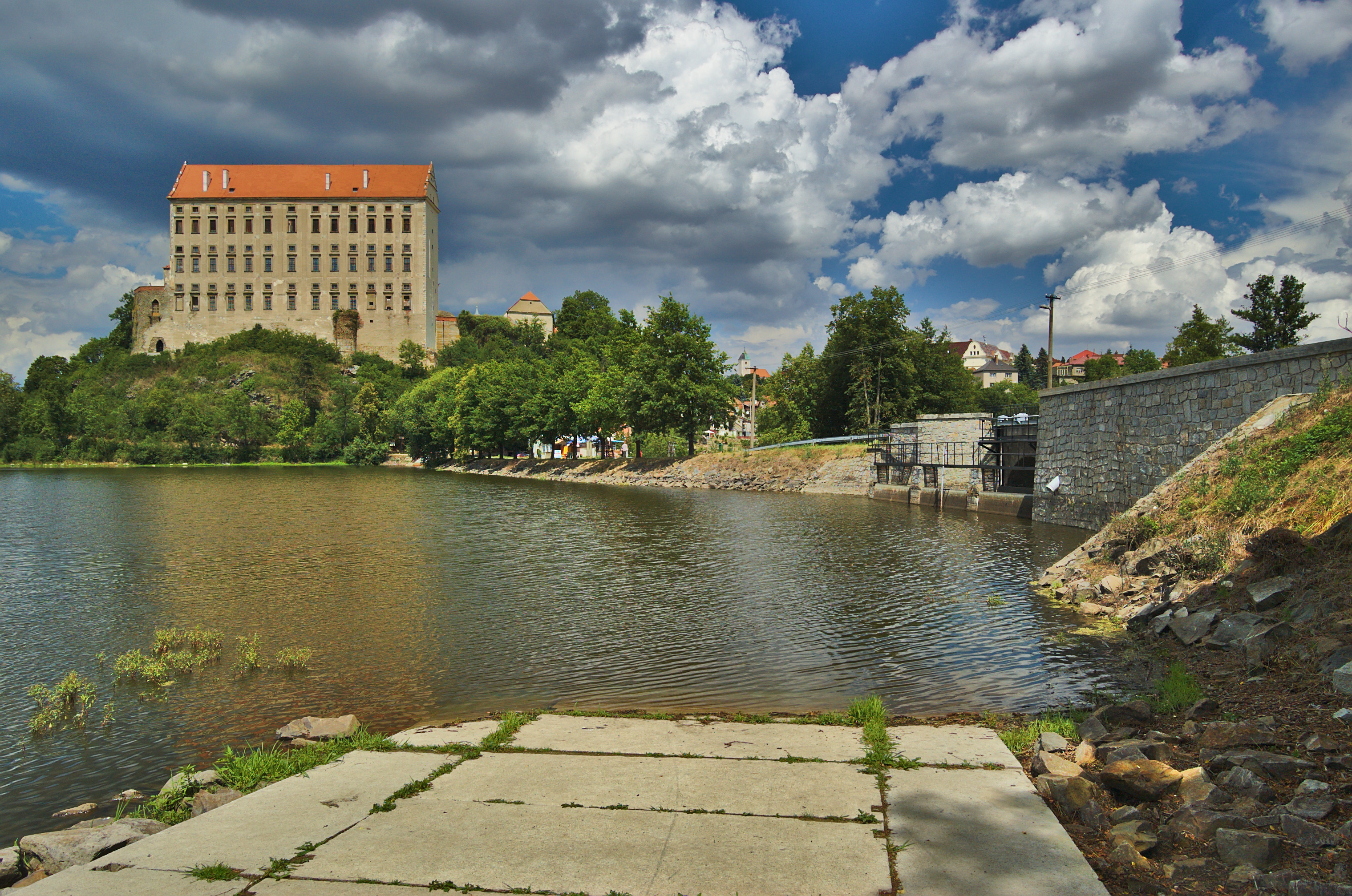
Zámek Plumlov přes Podhradský rybník
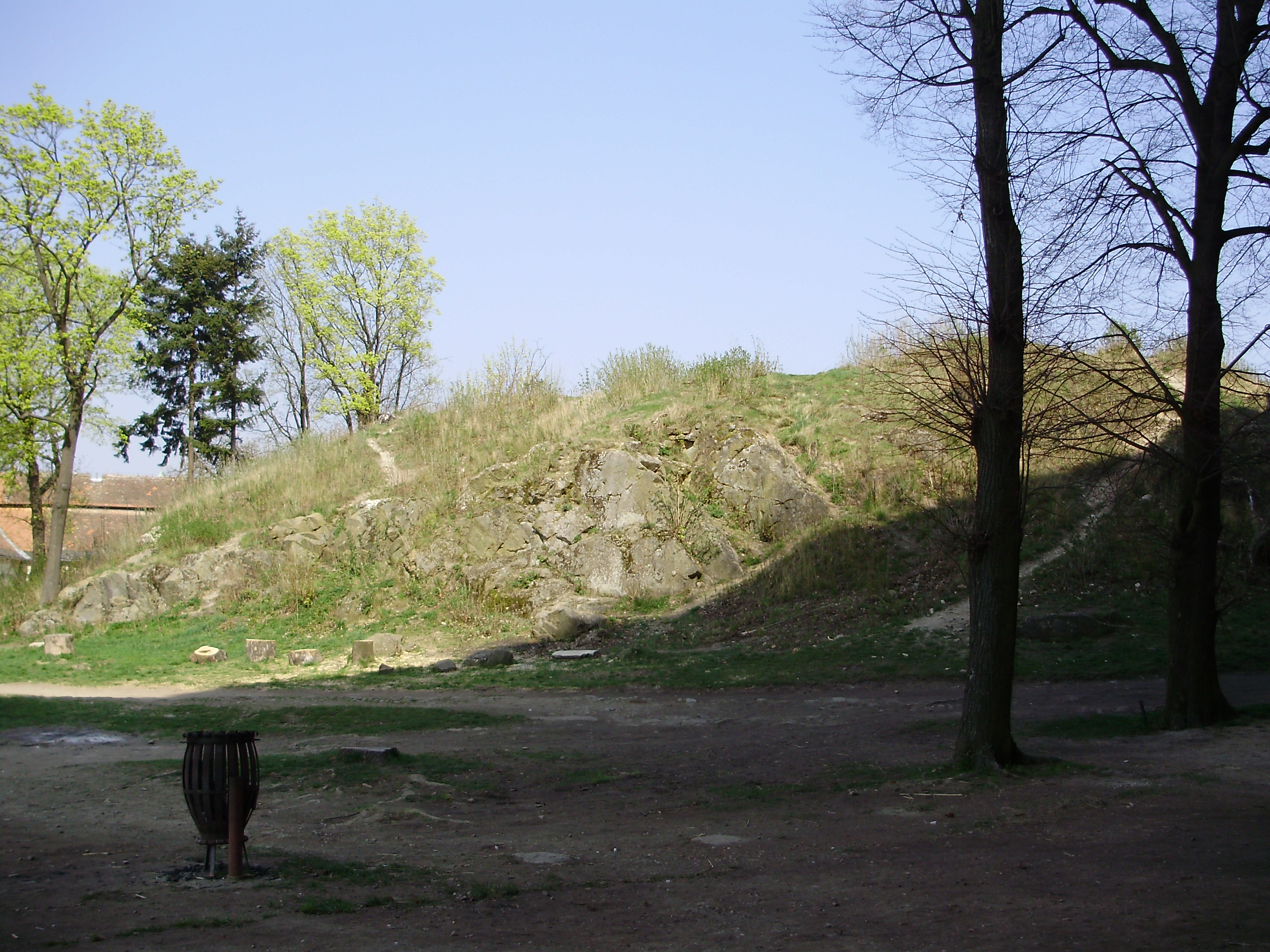
Hrad Plumlov
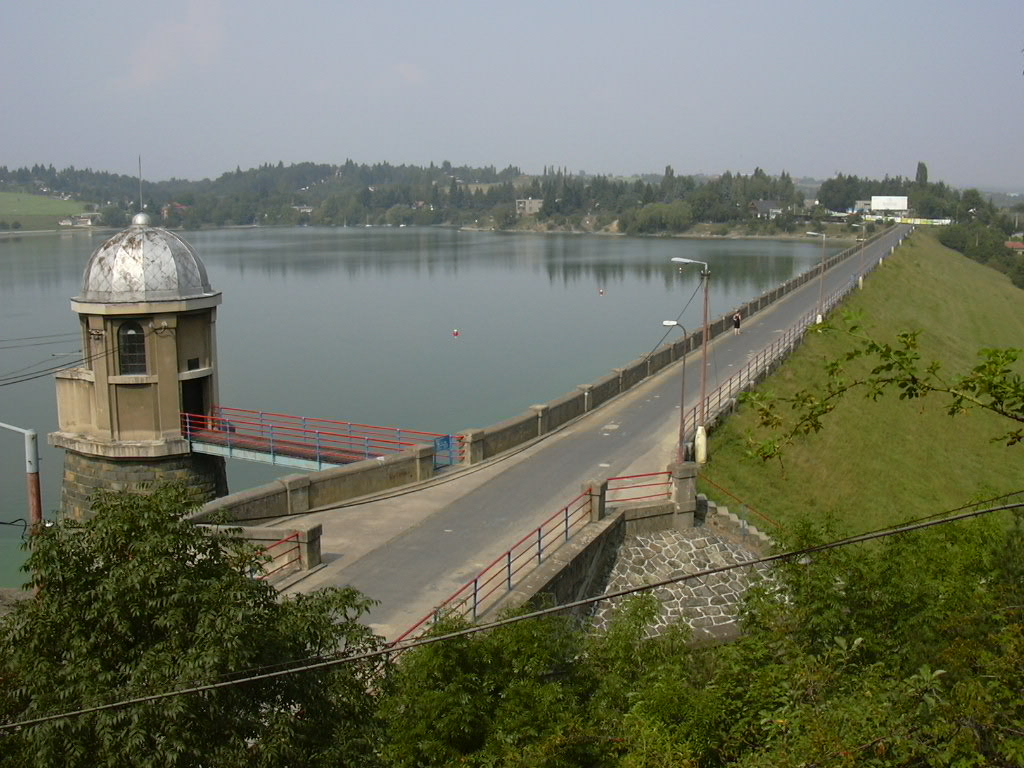
Hráz plumlovské přehrady
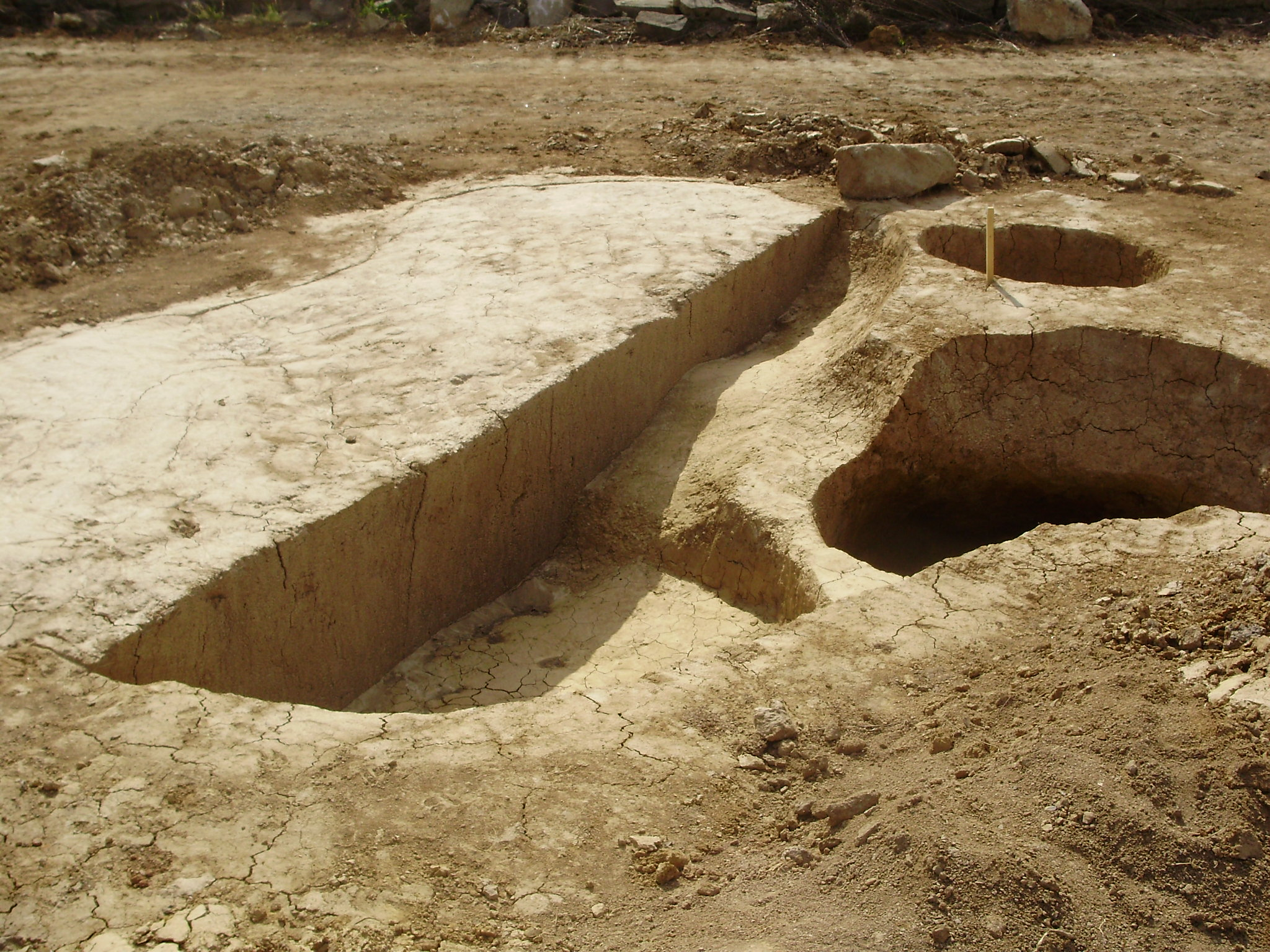
Archeologický výzkum ve vypuštěné přehradě
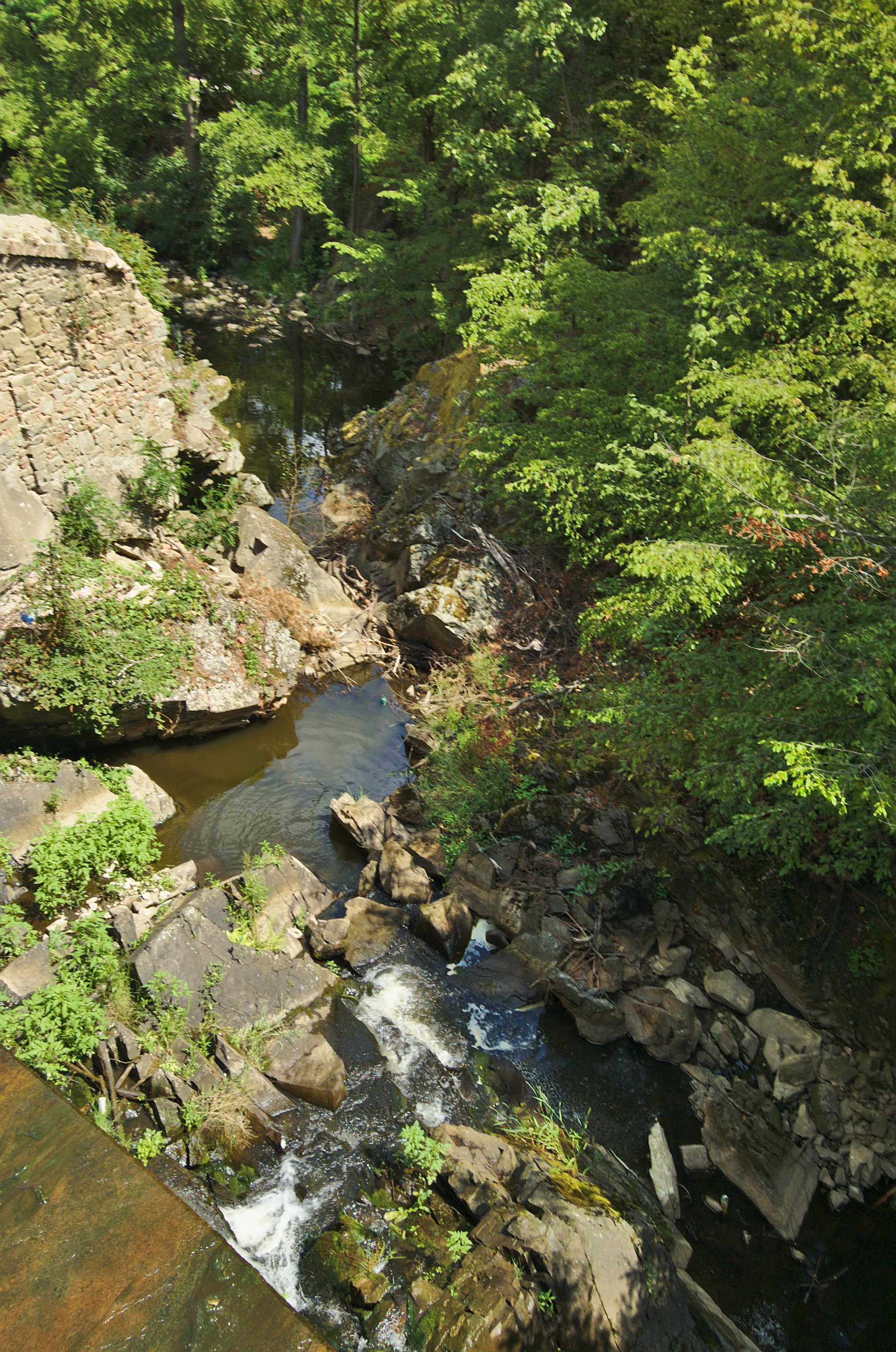
Výpusť Podhradského rybníka
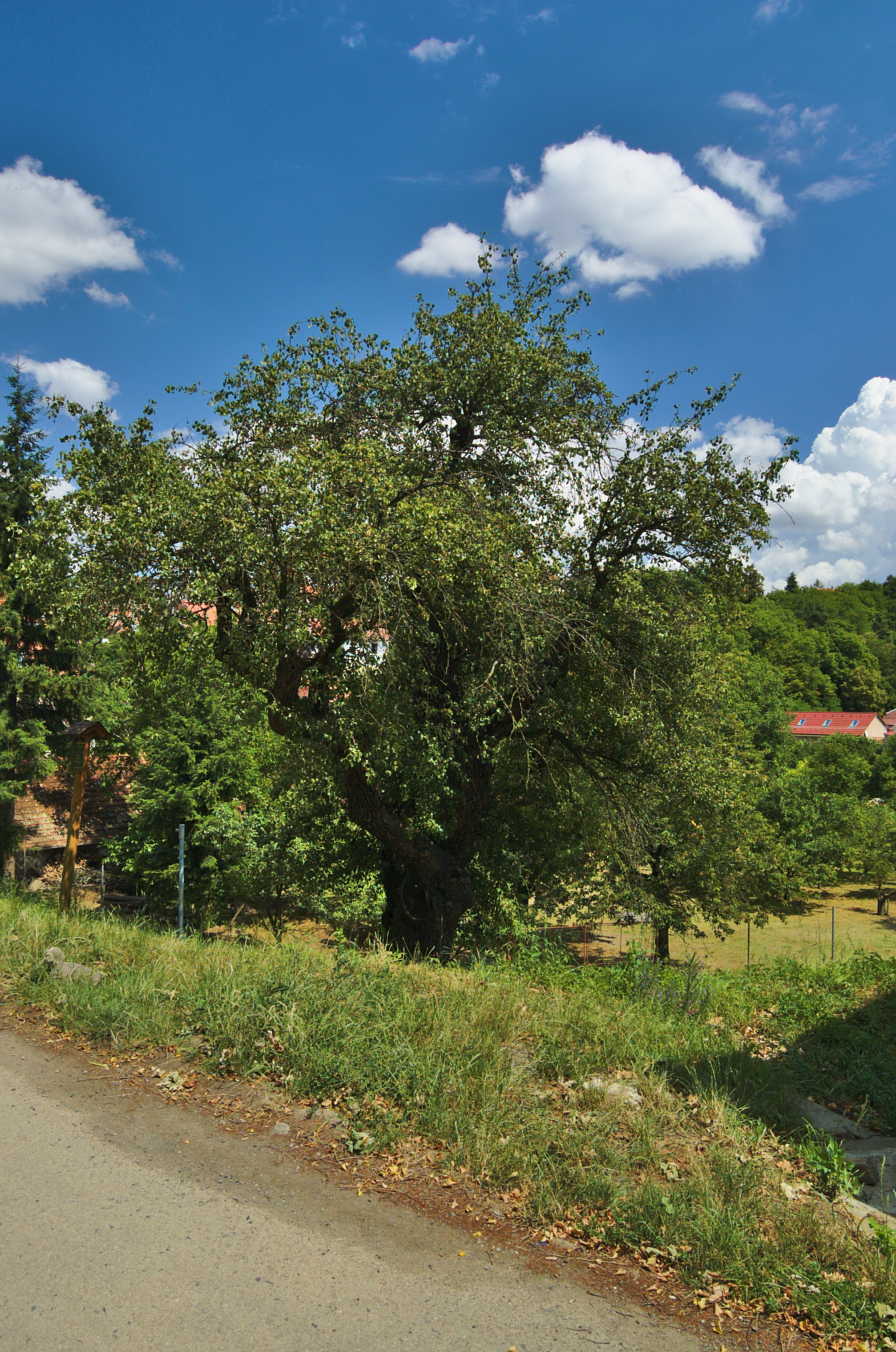
Hrušeň na hrázi Podhradského rybníka
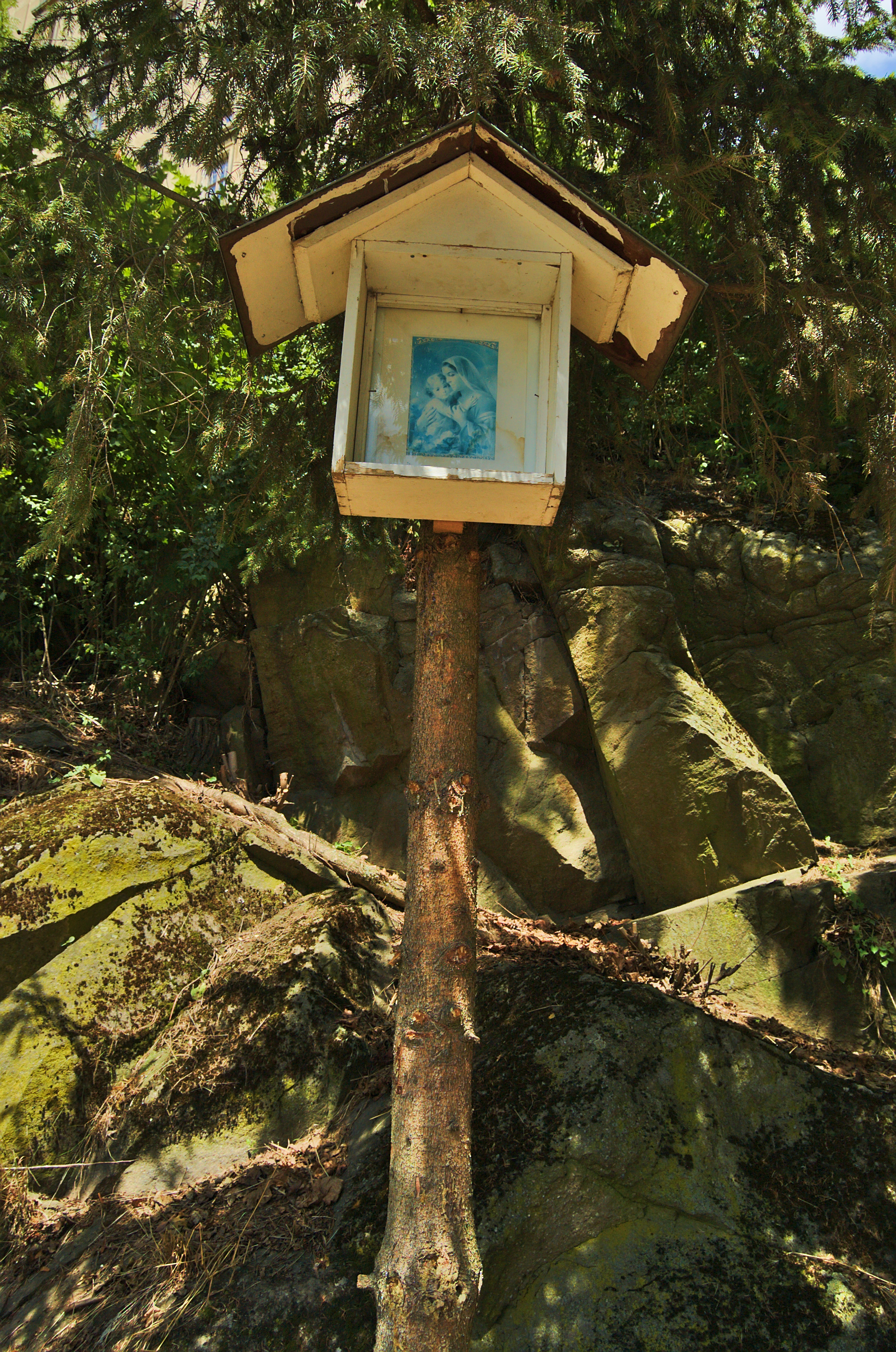
Svatý obrázek pod zámkem na začátku hráze Podhradského rybníka
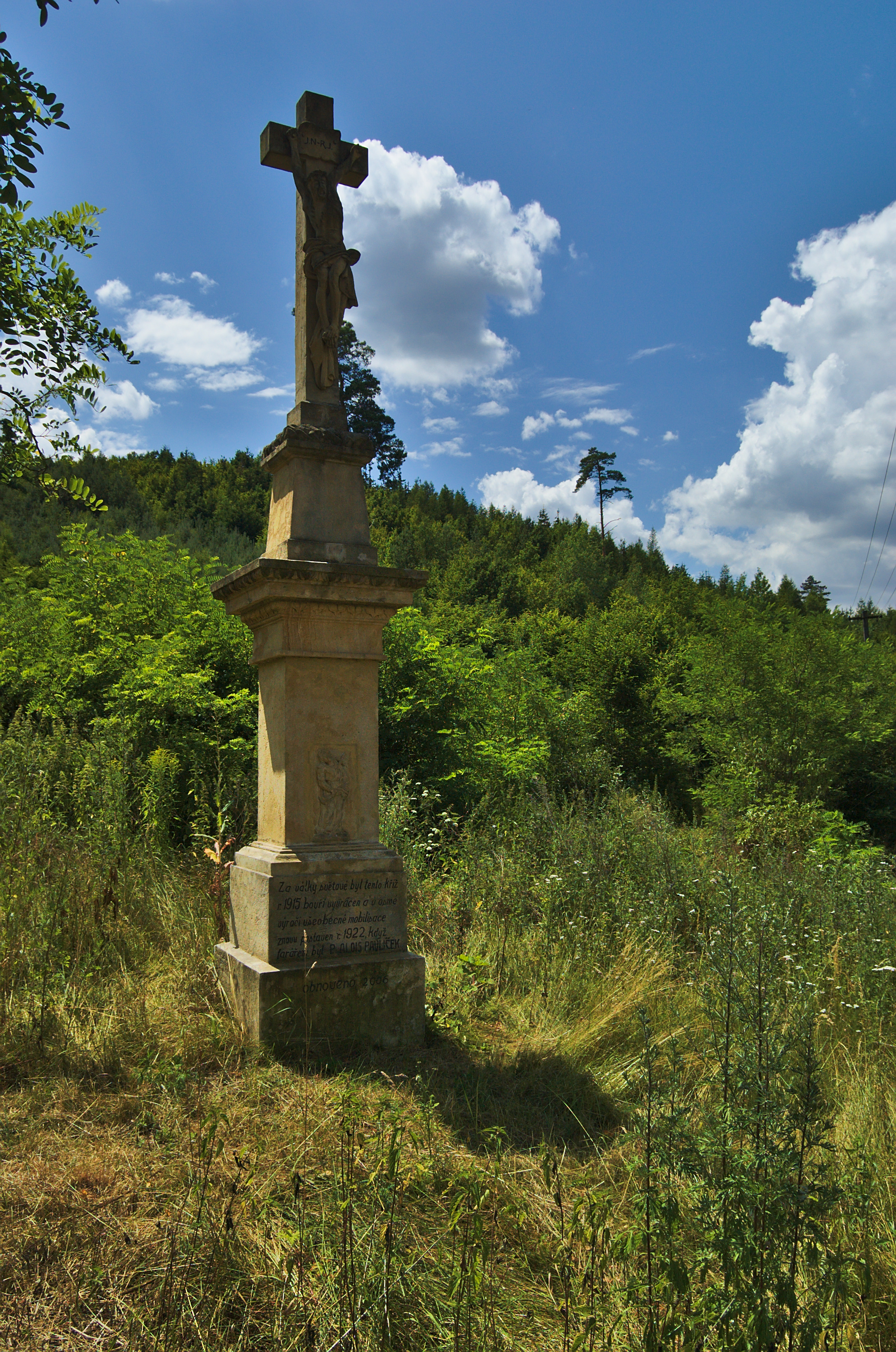
Kříž na hrázi Podhradského rybníka
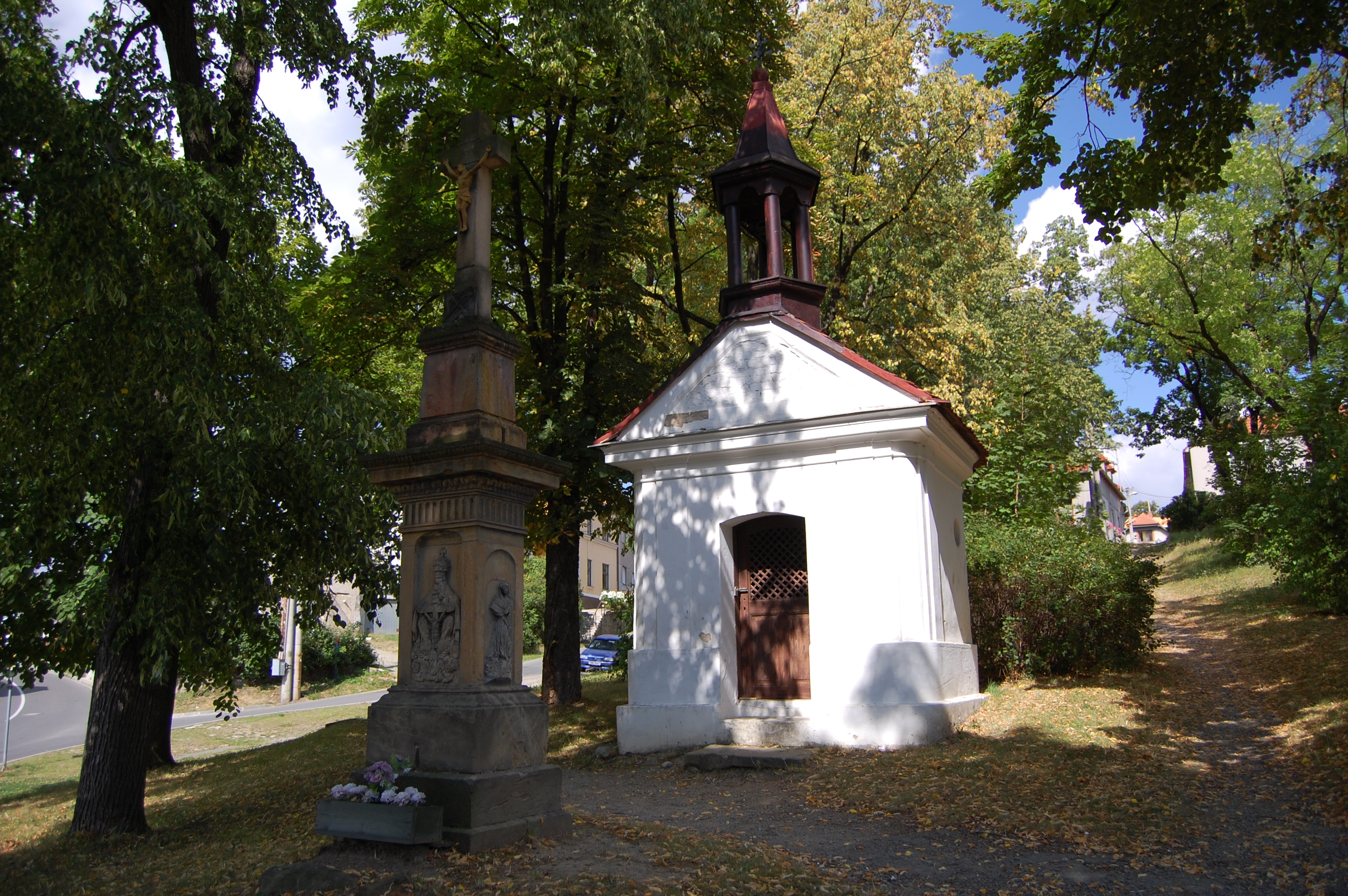
Kaplička a kříž na návsi
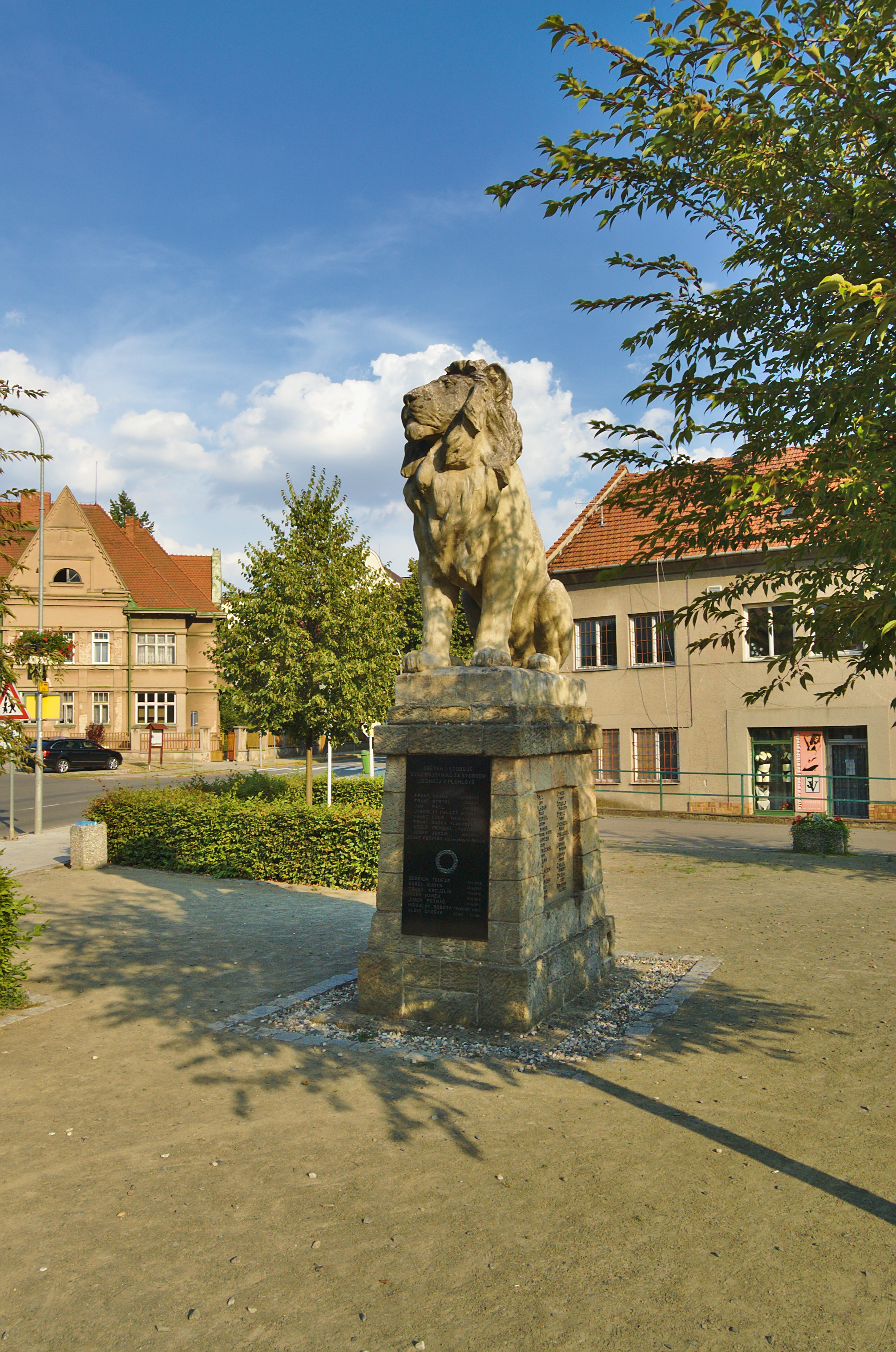
Památník obětem 1. a 2. odboje
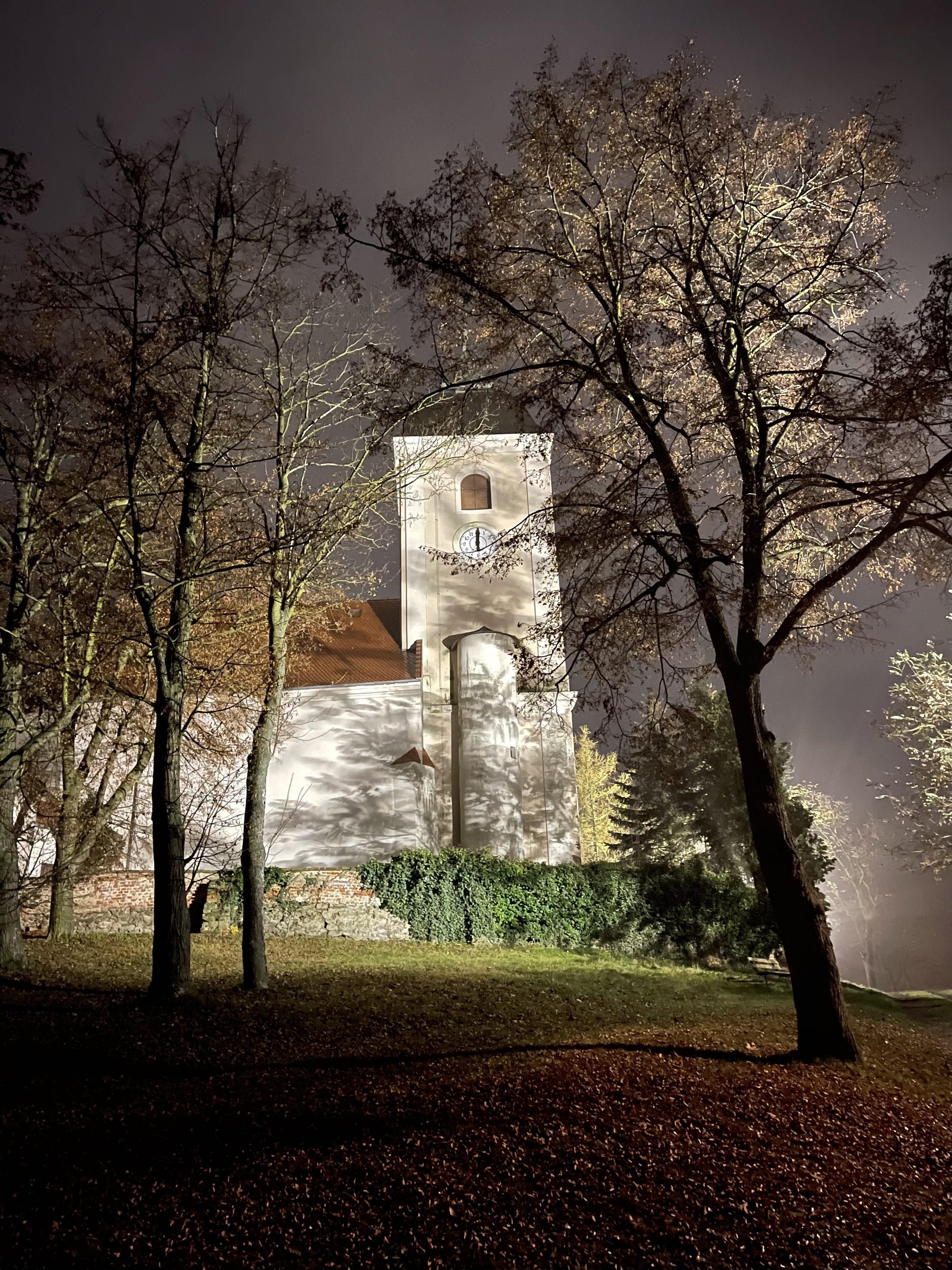
Kostel Nejsvětější trojice